# Borsod (Horvátország)
Borsod (horvátul: Bršadin, szerbül: Бршадин) falu Horvátországban, Vukovár-Szerém megyében. Közigazgatásilag Terpenyéhez tartozik.

## Fekvése
Vukovártól 7 km-re északnyugatra, községközpontjától légvonalban 6, közúton 9 km-re délre, a Nyugat-Szerémségben, a Szlavóniai-síkság keleti részén, a Vuka bal partján, Vukovár és Berzétemonostor között fekszik. 

## Története
A régészeti leletek tanúsága szerint területe már az őskorban lakott volt. Határának nyugati részén a Pacsintára menő úttól jobbra található a „Lug” nevű erdő, melyet délről a vasút határol. Az út és a vasút kereszteződésénél őrház áll. Az erdő területén belül a legmagasabb helyen egy szántóföld van, ahol kis mennyiségű kerámiatöredék és javarészt a nyélhez erősítéshez átlyukasztott kőszekercék kerültek a felszínre. A vukovári múzeum dokumentumai között Bršadin – Lipovača közötti térségben, közelebbről meg nem jelölt helyen egy késő vaskori tumulust is említenek. A pravoszláv templomtól 450 méterre délkeletre a Vuka árteréből egy ellipszis alakú 2 méter magas tell emelkedik ki, melynek kelet-nyugati irányú hosszúsága 200 méter, szélessége 80 méter. A tellben történelem előtti kerámiákat, szövőszékhez használt nehezékeket, égetett padlóburkolat maradványait és más használati tárgyakat találtak. A hely ígéretesnek tűnik a jövőbeli régészeti feltárás számára.
Borsod Árpád-kori település. Első írásos említése 1279-ben történt a pozsegai káptalannak a „Borsod” nevű birtok eladásáról szóló oklevelében. Ugyancsak „Borsod” alakban találjuk a boszniai káptalan 1402. november 15-én kelt, Zsigmond királynak tett jelentésében is. A berzétei monostor tartozéka volt. A középkori Borsod a mai falutól két km-re nyugatra, a Staro selonak nevezett helyen állt. 1526-ban Valkóvár eleste után került török kézre és csak 1687-ben szabadult fel a török uralom alól. Az 1526-os török hadjáratban Borsod teljesen megsemmisült. 1529 után a török hatóságok Észak-Szerbiából és Északkelet-Boszniából telepítettek be pravoszláv vlachokat. 1543-ban a Balkán középső területeiről újabb tíz szerb család érkezett, akik 1683-ig éltek a településen. 
A török kiűzése után előbb kamarai birtok, majd a vukovári uradalom része lett. Rövid ideig a Kuffstein, majd 1736-tól az Eltz család volt a birtokosa. Az első katonai felmérés térképén „Berzschadin” néven található. Lipszky János 1808-ban Budán kiadott repertóriumában „Berssadin” néven szerepel. Nagy Lajos 1829-ben kiadott művében „Bershadin” néven 85 házzal, 15 katolikus, 568 ortodox vallású lakossal találjuk.
1857-ben 610, 1910-ben 941 lakosa volt. Szerém vármegye Vukovári járásához tartozott. Az 1910-es népszámlálás adatai szerint lakosságának 88%-a szerb, 5-5%-a horvát és magyar anyanyelvű volt. Az első világháború idején az osztrák-magyar katonai vezetés a közeli Vinkovcén nagy katonai kórházat létesített. A hely kiválasztásánál döntő szerepet játszott, hogy a vasúti csomópont közelsége miatt Vinkovcének jó összeköttetése volt a balkáni és a keleti csataterekkel is. A sebesültek számának növekedésével az osztrák-magyar hatóságok úgy döntöttek, hogy egy nagy, előregyártott elemekből álló kórházat építenek a Vinkovce és Vukovár közötti eldugott kis Bersadin faluban. 1916 januárjában a kórházat Vinkovce központjából minden felszerelésével, a betegekkel és kórházi személyzettel együtt ide költöztették. A katonai kórházat, amely a maga nemében az egyik legnagyobb volt az egész Monarchia területén csak „Fa Bécsnek” nevezték. A kórház eredetileg kizárólag fertőző betegségekben szenvedők kezelésére szolgált, ám amikor a Szerbia-Montenegróval folytatott háború a Szerémségben és Boszniában elindult egyre több sebesült érkezett. A kórház 7000 ággyal, saját áramellátással, szennyvízelvezetéssel (amelyet még mindig sok helyi használ), krematóriummal, mozival, fatemplommal, pékséggel, saját állatállománnyal rendelkezett. A kórházat csaknem három évig használták, de a háború végén, 1918. november 3-án kezdődő és három napig tomboló nagy tűzben teljesen leégett. A sebesülteket még időben kimentették, de mivel a kórház összes dokumentációja elégett, a tragédia mértéke nem látható át teljes mértékben. Helyén a háború befejezése után egy fából készült emlékkápolnát építettek, amely az 1930-as évek elején az elhanyagoltság miatt összeomlott.
A település az első világháború után az új szerb-horvát-szlovén állam, majd később (1929-ben) Jugoszlávia része lett. A második világháborúban a falu nehéz időket élt át. A német megszállás első napjaiban partizántevékenység miatt a Đurđević család tagjait halálra ítélték és 1942. január 17-én kivégezték. 1944 tavaszán a helyi partizánok vezetője az utolsó Đurdević testvér, Vaso is meghalt. Tiszteletére később emlékművet emeltek a falu központjában. 1991-ben lakosságának 78%-a szerb, 8%-a horvát, 6%-a jugoszláv nemzetiségű volt. 1991-től a független Horvátország része. A településnek 2011-ben 1341 lakosa volt.

## Népessége
| Lakosság változása | Lakosság változása | Lakosság változása | Lakosság változása | Lakosság változása | Lakosság változása | Lakosság változása | Lakosság változása | Lakosság változása | Lakosság változása | Lakosság változása | Lakosság változása | Lakosság változása | Lakosság változása | Lakosság változása | Lakosság változása |
| ------------------ | ------------------ | ------------------ | ------------------ | ------------------ | ------------------ | ------------------ | ------------------ | ------------------ | ------------------ | ------------------ | ------------------ | ------------------ | ------------------ | ------------------ | ------------------ |
| 1857               | 1869               | 1880               | 1890               | 1900               | 1910               | 1921               | 1931               | 1948               | 1953               | 1961               | 1971               | 1981               | 1991               | 2001               | 2011               |
| 610                | 668                | 712                | 808                | 869                | 941                | 998                | 1.037              | 1.004              | 1.028              | 1.257              | 1.764              | 2.093              | 1.887              | 1.514              | 1.341              |

## Gazdaság
A településen hagyományosan a mezőgazdaság és az állattartás képezi a megélhetés alapját. 

## Nevezetességei
Gábriel arkangyal tiszteletére szentelt szerb pravoszláv temploma a 18. század közepén épült a korábbi fatemplom helyén. A falu a 18. század elején mintegy 40 szerb otthona volt. Ekkor említik a régi, fából épült, sárral tapasztott pravoszláv templomot. Ezt a régi templomot 1710-ben a podgoricai Sofronija metropolita szentelte fel. 40 évvel később új templomot építettek, melyet 1750. január 1-jén az akkori pakráci püspök Sofronija Jovanović szentelt fel Gábriel arkangyal tiszteletére. A jelenlegi ikonosztáz előtt, amelyet 1903-ban készített Marko Peroš zágrábi festőművész, egy régebbi, ismeretlen festő által festett ikonosztáz állt a templomban. Az 1834-ben felállított harangtoronyban két, a második világháború után vásárolt harang található. A templomot története során többször felújították. A második világháború alatt az usztasa hatóságok római katolikus templommá alakították át és sok szerbet erőszakkal katolikusnak kereszteltek. Ekkor az ikonosztázt az épületből el kellett távolítani. A háború után a templombelsőt helyreállították.

## Kultúra
A KUD „Vaso Đurđević” kulturális és művészeti egyesületet 1981-ben alapították. Az egyesület elsősorban a Horvát Köztársaság területén élő szerb lakosság népszokásainak és hagyományainak, valamint a Szerbiából származó néptáncok, népdalok és hagyományok ápolásával foglalkozik. Jelenleg csak a folklór szekció működik, míg az első 10 évben drámai-szavaló és a művészeti csoport is működött.

## Oktatás
A település első iskolája a 18. század végén kezdte el működését. Első tanítóját 1780-ban említik, neve Tomo Milovuković volt. A gyermekeknek írást és számtant tanított. Az első iskolaépületet 1800-ban nyitották meg. Ez egy kis épület volt, amelyet náddal fedtek be. Ekkor az iskolába még nem járt minden gyermek, a tanításban főleg fiúgyermekek vettek részt. 1920-tól az iskolát alsó tagozatos általános iskolaként működtették. 1955-től a tanulói létszám emelkedésével az iskola fokozatosan nyolcéves iskolává nőtte ki magát, amelyet 1959-ben hivatalossá is tettek. 1992-ben a vukovári Ivan Goran Kovačić (ma Siniša Glavašević) Általános Iskola regionális iskolája lett. Mivel a régi iskolaépület nem felelt meg a szükséges feltételeknek, 2006-ban új iskolaépületet építettek. Az újonnan épített iskola négy osztálytermet foglalt magában. Az épület rekonstrukcióját 2010 folyamán hajtották végre, így megteremtették a tanításhoz szükséges minimális feltételeket az önálló intézmény számára. Ezzel a  Bršadini Általános Iskolát leválasztották a vukovári Siniša Glavašević Általános Iskolától.

## Sport
- A NK Bršadin labdarúgóklubot 1932-ben Bršadinski Sportski Klub (BSK) néven alapították. A csapat a megyei 1. ligában szerepel.

- ŠK Bršadin sakk-klub